# Johann Friedrich Hermann Süersen
Johann Friedrich Hermann Süersen (* 9. Juli 1771 in Kiel; † 24. Juni 1845 ebenda) war ein deutscher Apotheker und Dozent.

## Leben und Wirken
Johann Friedrich Hermann Süersen war ein Sohn von Johann Friedrich Süersen (Sürsen) (getauft am 22. März 1715 (nicht 1725) in Winsen (Luhe); † 17. Mai 1774 in Kiel) und dessen Ehefrau Hedwig Magdalena Henriette, geborene Hargen. Der Vater führte in Kiel die Neue Apotheke und ab 1842 die Hofapotheke. Der Großvater väterlicherseits namens Johann Friedrich Sürsen (Sührsen, Sürßen) arbeitete ebenfalls als Apotheker.
1790 schrieb sich Süersen als nachweislich erster Student an der medizinischen Fakultät der Kieler Universität für ein Pharmaziestudium ein. 1791 wechselte er nach Jena, wo er bei Friedrich August Göttling Chemie hörte. 1792 ging er an das Collegium medico-chirurgicum in Berlin und lernte bei Sigismund Friedrich Hermbstädt. Anschließend arbeitete er als Chemiker am Ökonomie- und Industriekollegium in Berlin.
Ab 1796 arbeitete Süersen in der Apotheke seines Vaters, die er zwei Jahre später selbst übernahm. 1803 bekam er für die Apotheke das Realprivileg. Von 1811 bis 1815 wohnte er in Lübeck, wo er die Ratsapotheke gepachtet hatte. Nachdem die französische Regierung die Niederlassungsfreiheit für Apotheker etabliert hatte, ging er insolvent. Danach ging er erneut nach Kiel und veräußerte 1827 die Ratsapotheke. In den folgenden Jahren lebte er als Privatier.
Zur Krönung Christian VII. im Jahr 1840 schrieb Süersen De systematibus oryctognosticis eorumque nexu cum progressibus chemia quaestio historie. Die Universität Kopenhagen promovierte ihn mit dieser Arbeit zum Dr. phil. h. c. Im Folgejahr erhielt Süersen als erster und einziger Apotheker des 19. Jahrhunderts eine Stelle als Dozent für Mineralogie und Pharmazie an der Universität Kiel. Hierfür hatte sich insbesondere Christoph Heinrich Pfaff eingesetzt. Im Rahmen der Lehrtätigkeit hatte er keine Möglichkeit, die Studienverhältnisse mitzugestalten oder die pharmazeutischen Übungen zu verbessern.
Süersen war in erster Ehe verheiratet mit Johanna Friederike Henriette Hugart, mit der er eine Tochter hatte. In zweiter Ehe heiratete er die geschiedene Sophie Aldenrath.

## Werke
Süersen publizierte über die angewandte Chemie und 1810 ein Buch über Mineralquellen in Bramstedt. In dem Buch stellte er das chemische Untersuchungsverfahren sorgfältig dar. Er schrieb eine recht umfangreiche Biografie und eine Übersicht, die beginnend ab dem Jahr 1681 aufzeigte, in welchen Fällen Quellwasser eine heilende Wirkung zeigte.